# Capling Peak
Capling Peak är en bergstopp i Antarktis. Den ligger i Östantarktis. Nya Zeeland gör anspråk på området. Toppen på Capling Peak är 2 730 meter över havet, eller 808 meter över den omgivande terrängen. Bredden vid basen är 8,2 km.
Terrängen runt Capling Peak är kuperad norrut, men söderut är den bergig. Trakten är obefolkad. Det finns inga samhällen i närheten. 